# Hans Holzer
Hans Holzer född den 26 januari 1920 i Wien, Österrike, död 26 april 2009, var en populär parapsykolog.

## Karriär
Holzer skrev 138 böcker om det övernaturliga och det ockulta, men också olika musikaler, filmer och dokumentärer.
Han var bland annat känd för att ha undersökt omständigheterna bakom morden i Amityville, men även andra prominenta hemsökta platser runt om i världen. Han jobbade även med välkända medium så som Ethel Johnson-Meyers, Sybil Leek och Trixie Allingham.
 Dödsannons (Engelska)

### Noveller
- The Red Chindvit Conspiracy (1970)
- Born Again (1970)
- The Psychic World of Bishop Pike (1970)
- Prophets Speak (1971)
- The Alchemy Deception (1973)
- Possessed! (1973)
- The Habsburg Curse (1973)
- The Clairvoyant (1976)
- Psychic Detective: The Unicorn (1976)
- Star of Destiny (1981)
- The Entry (1981)
- The Secret of Amityville (1985)
- Prophecies (1995)

### Icke-fiktiva böcker
- Ghosts I've Met (1965)
- Yankee Ghosts (1966)
- The Lively Ghosts Of Ireland (1967)
- ESP and You (1968)
- Window to the Past: Exploring History Through ESP (1969)
- The Aquarian Age: Is There Intelligent Life on Earth? (1971)
- The New Pagans: An Inside Report On the Mystery Cults of Today (1972)
- Beyond Medicine (1973)
- Great British Ghost Hunt (1975)
- The UFO-NAUTS: New Facts on Extraterrestrial Landings (1976)
- The Psychic Side of Dreams (1976)
- Inside Witchcraft (1980)
- Where the Ghosts Are: The Ultimate Guide to Haunted Houses (Library of the Mystic Arts) (1984)
- Ghosts of New England: True Stories of Encounters With the Phantoms of New England and New York (1989)
- Haunted House Album: A Ghostly Register of the World's Most *Frightening Haunted Houses (1992)
- Americas Mysterious Places (1992)
- Love Beyond the Grave (1992)
- Life Beyond: Compelling Evidence for Past Lives and Existence After Death (1994)
- The Directory of Psychics: How to Find, Evaluate, and Communicate with Professional Psychics and Mediums (1995)
- The Secret of Healing: The Healing Powers of Ze'Ev Kolman (1996)
- Ghosts: True Encounters with the World beyond (1997)
- Are You Psychic?: Unlocking the Power Within (1997)
- Hans Holzer's Travel Guide to Haunted Houses (1998)
- More Where The Ghosts Are: The Ultimate Guide to Haunted Houses (2001)
- Beyond Death (2001) (med Philip Solomon)
- Hans Holzer's Psychic Yellow Pages: The Very Best Psychics, Card Readers, Mediums, Astrologers, and Numberologists (2001)